# Hans Annellsson
Hans Gunnar Peter Annellsson, född 7 oktober 1957 i Växjö, är en svensk kompositör, musiker och pedagog.

## Biografi
Hans Annellsson växte upp i Halmstad och Hässleholm. Åren 1973–1975 studerade han vid det nystartade Musikgymnasiet på S:t Petri skola i Malmö. Där träffade han Sven Bornemark, och tillsammans med Jörgen Bornemark (1959–1997), Stefan Rubenson och Calle Hansson bildade de bandet Press. 1975–1977 studerade Annellsson klassisk gitarr på Det Kongelige Danske Musikkonservatorium för Per-Olof Johnson, och 1977–1978 läste han musikvetenskap vid Lunds Universitet.
Press spelade in sin debutskiva Release i Dan Tillbergs studio Bellatrix 1977–1978. Bandet turnerade i Sverige och gjorde även en spelning på Marquee Club  i London 1979. Press bytte namn till Mobile, sen The Mob och slutligen Savoy, innan konstellationen upphörde 1983. Release gavs ut först 2009.
Hans Annellsson gav ut sin första skiva i eget namn 1985 under namnet Annellsson’s Zic Zac, och plattan mixades av Michael B Tretow. 1990 kom den första LP:n, Annellssongs, på den egna etiketten med samma namn. Strax innan Frank Zappa dog 1993, gav han Annellsson tillstånd att ge ut en svensk översättning av låten Penis Dimension, som på svenska blev Penisens Storlek. Den finns med på Annellssons första CD Tra-la-Larsson. Han har också varit verksam i gitarrorkestern The Void Minimalistic Orchestra.
Förutom produktioner i eget namn ger Hans Annellsson och en amerikansk musiker också ut skivor med under namnet The Vegetarians. Musiker som medverkat på Annellssons album är band andra Sven Bornemark, Dan Bornemark, Eddie Nyström, Pelle Jernryd, Morgan Ågren, Mats Öberg, David Fremberg och Pontus Snibb.
1986 ljudmixade Hans Annellsson skräckfilmen Fränder som även finns under den engelska titeln Next of Kin.

## Diskografi
- 1980 – Swedish magazines (singel med Mobile)
- 1983 – (Jag vill inte ha nån) Musik i min radio (singel med Savoy)
- 1985 – Kassandra (singel med Annellsson’s  Zic Zac)
- 1990 – Annellssongs
- 1991 – Nu är jag säker (singel)
- 1993 – Tra-la-Larsson
- 1996 – Du är min sötsak
- 1999 – One more time for the world
- 2002 – One more time for the world some more
- 2004 – Så länge bollen är rund (singel)
- 2005 – Full fart utför
- 2006 – Return of the son of one more time for the world
- 2006 – Detta har hänt (1990-2006) (samlings-CD)
- 2008 – A pirate in ambient waters
- 2008 – Den svenska modellen
- 2009 – Bob x 4 (översättningar av Bob Dylan)
- 2009 – Människans dummaste idé
- 2010 – Med svenska mått mätt
- 2010 – Min dröm om sommaren (singel)
- 2011 – För mycket lagom
- 2012 – Radioskugga med överdrag
- 2013 – Hon dansade en sommar (singel)
- 2013 – En smal sak för en bred publik
- 2013 – Venus i Skorpionen
- 2013 – En kvinna i Gränna (singel tillsammans med Mats Öberg)
- 2013 – Tillsammans (singel)
- 2014 – Scenes & takes
- 2014 – Himlen kan vänta (singel)
- 2014 – Nimis himlafärd (singel)
- 2014 – Prog Idag
- 2014 – Min stygge sång (singel)

### The Vegetarians
- 2007 – A vegetable soup of songs
- 2009 – 24 carrot songs
- 2009 – Fred Zappelin
- 2010 – A vegetable radio soup
- 2011 – Remustered & remixed salad
- 2011 – The Calling
- 2011 – Your tongue (single)
- 2012 – In a Persian market (single)
- 2012 – Meat the Vegetarians
- 2013 – Divided up

### The Void Minimalistic Orchestra
- 2008 - Void

### Press
- 2009 - Release

### Fotnoter
1. ↑  ”Annellssongs, Hans Annellssons egen webbplats.”. http://annellssongs.com/historia.htm. Läst 7 februari 2015.
2. ↑  The Marquee Club calendar of gigs, 1979 Arkiverad 19 juli 2011 hämtat från the Wayback Machine.